# Almenara (Madrid)

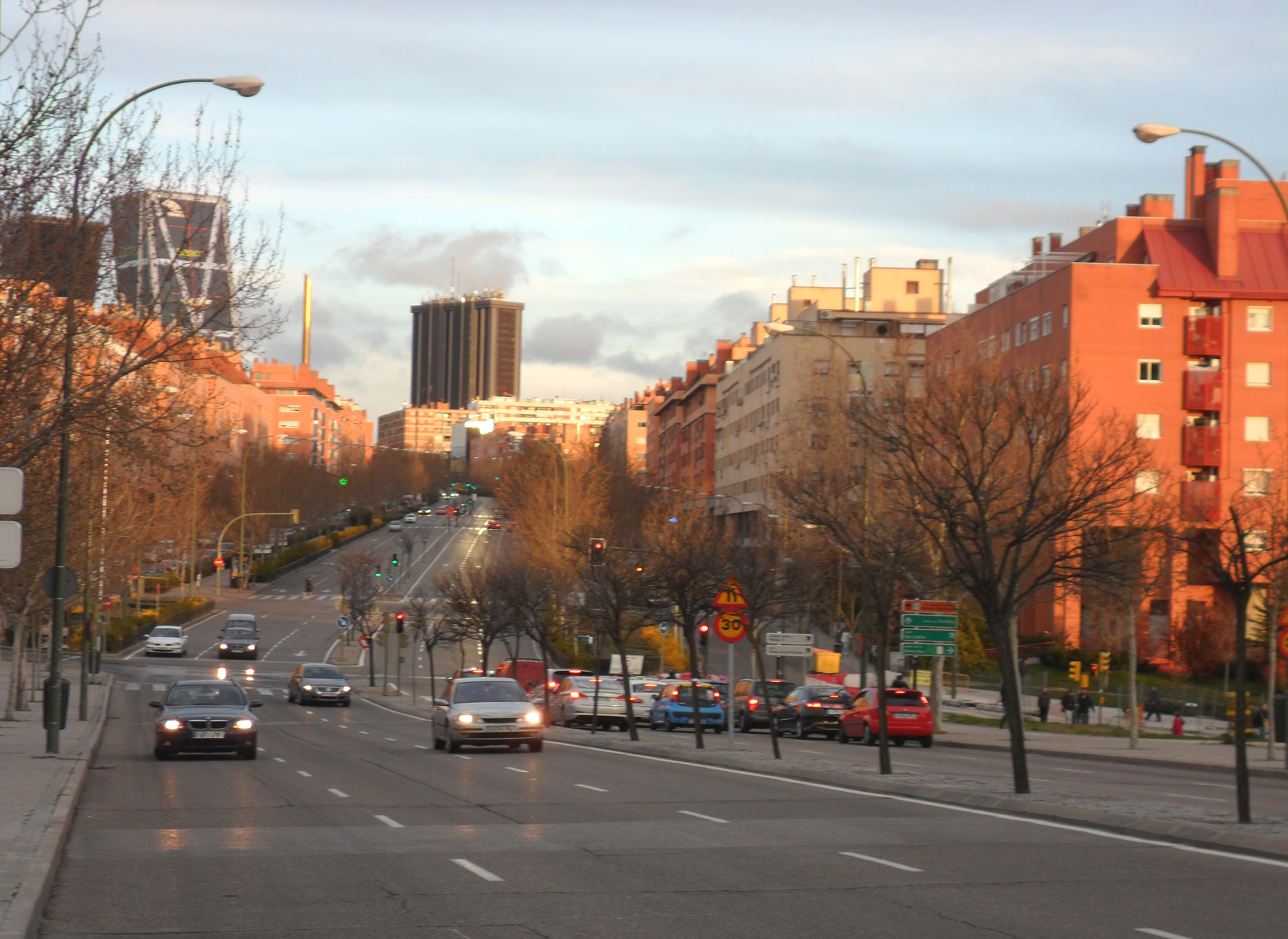
Avenida de Asturias

Almenara ist ein Viertel im Stadtbezirk Tetuán der spanischen Hauptstadt Madrid. Es ist besser unter dem Namen La Ventilla bekannt.

## Lage
Das Stadtviertel  grenzt nördlich an die Avenida Synesius Delgado, östlich wird es von der Paseo de la Castellana begrenzt und im Süden von der Calle Pinos Baja, der  Calle de Bravo Murillo  und dem Plaza de Castilla. Die Haupteinkaufsstraße des Viertels ist die Avenida de Asturias. Dort findet auch jeden Sonntag und an Feiertagen ein Flohmarkt statt.